# Adamclisi
Adamclisi (/adamkliˈsi/) là một xã ở hạt Constanţa, trong vùng Dobrogea của România.
Xã này gồm các làng:
- Adamclisi (tên lịch sử: tiếng Thổ Nhĩ Kỳ: Adam Kilisesi)
- Abrud (tên lịch sử: Mulciova) - được đặt tên theo Abrud, hạt Alba
- Haţeg (tên lịch sử: Arabagi, tiếng Thổ Nhĩ Kỳ: Arabacı) - được đặt tên theo Haţeg, hạt Hunedoara
- Urluia (tên lịch sử: Urluchioi, tiếng Thổ Nhĩ Kỳ: Uğurluköy)
- Zorile (tên lịch sử: Cherimcuius, tiếng Thổ Nhĩ Kỳ: Kerimkuyusu)